# Michael Georg Link

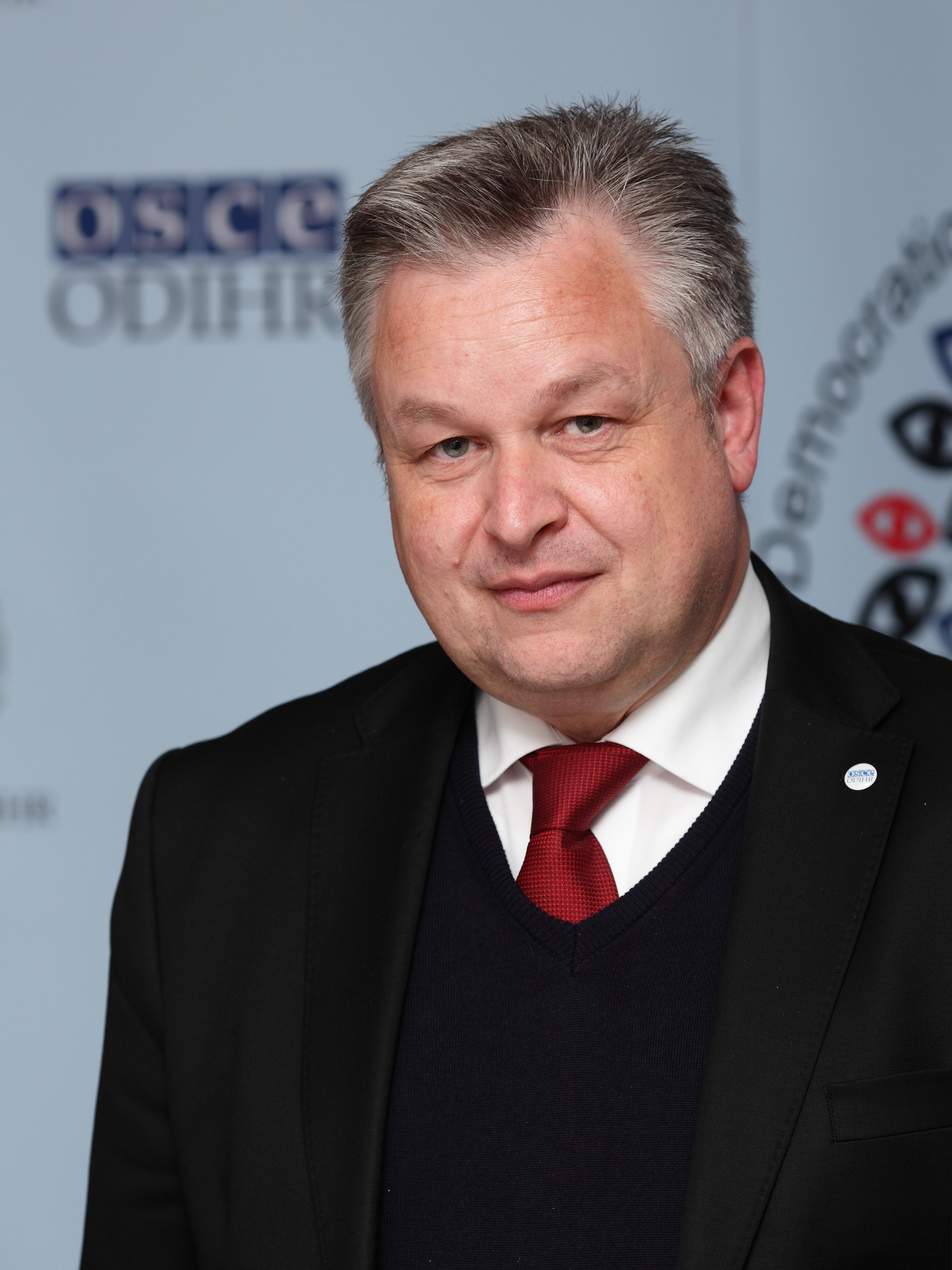
Michael Georg Link (2014)

Michael Georg Link (* 6. Februar 1963 in Heilbronn) ist ein deutscher Politiker (FDP). Er war von 2017 bis 2025 Mitglied des Deutschen Bundestages, dem er zuvor bereits von 2005 bis 2013 angehörte. Dort war er stellvertretender Vorsitzender der FDP-Fraktion für Außen-, Sicherheits-, Europa, Menschenrechts- und Entwicklungspolitik. Darüber hinaus war Link von März 2022 bis November 2024 Koordinator der Bundesregierung für die transatlantische Zusammenarbeit im Auswärtigen Amt.
Zuvor war Link von Januar 2012 bis Dezember 2013 Staatsminister im Auswärtigen Amt, u. a. zuständig für die europäischen Beziehungen und von Juli 2014 bis Juni 2017 Direktor des Büros für Demokratische Institutionen und Menschenrechte (ODIHR) der Organisation für Sicherheit und Zusammenarbeit in Europa (OSZE) mit Sitz in Warschau.

## Leben und Beruf
Nach dem Abitur am Elly-Heuss-Knapp-Gymnasium Heilbronn in seiner Heimatstadt leistete Link seinen Wehrdienst studierte anschließend Russisch, Französisch, Politikwissenschaft und Osteuropäische Geschichte in Augsburg, Lausanne und Heidelberg.
Von 1995 bis 1999 arbeitete Link als wissenschaftlicher Mitarbeiter bei der Enquête-Kommission Deutsche Einheit des Deutschen Bundestages. Von 1999 bis 2002 war er Referent des Bundestagsabgeordneten Klaus Kinkel, danach bis 2005 Referent der FDP-Bundestagsfraktion im Arbeitskreis Internationale Politik.
2009 wurde Link in den Gemeinderat von Heilbronn gewählt. Mit seiner Ernennung zum Staatsminister im Auswärtigen Amt legte er Anfang 2012 sein Mandat nieder. 2014 wurde Michael Link erneut in den Gemeinderat von Heilbronn gewählt, dem er bis 30. September 2023 angehörte.
Link ist evangelisch.

## Partei

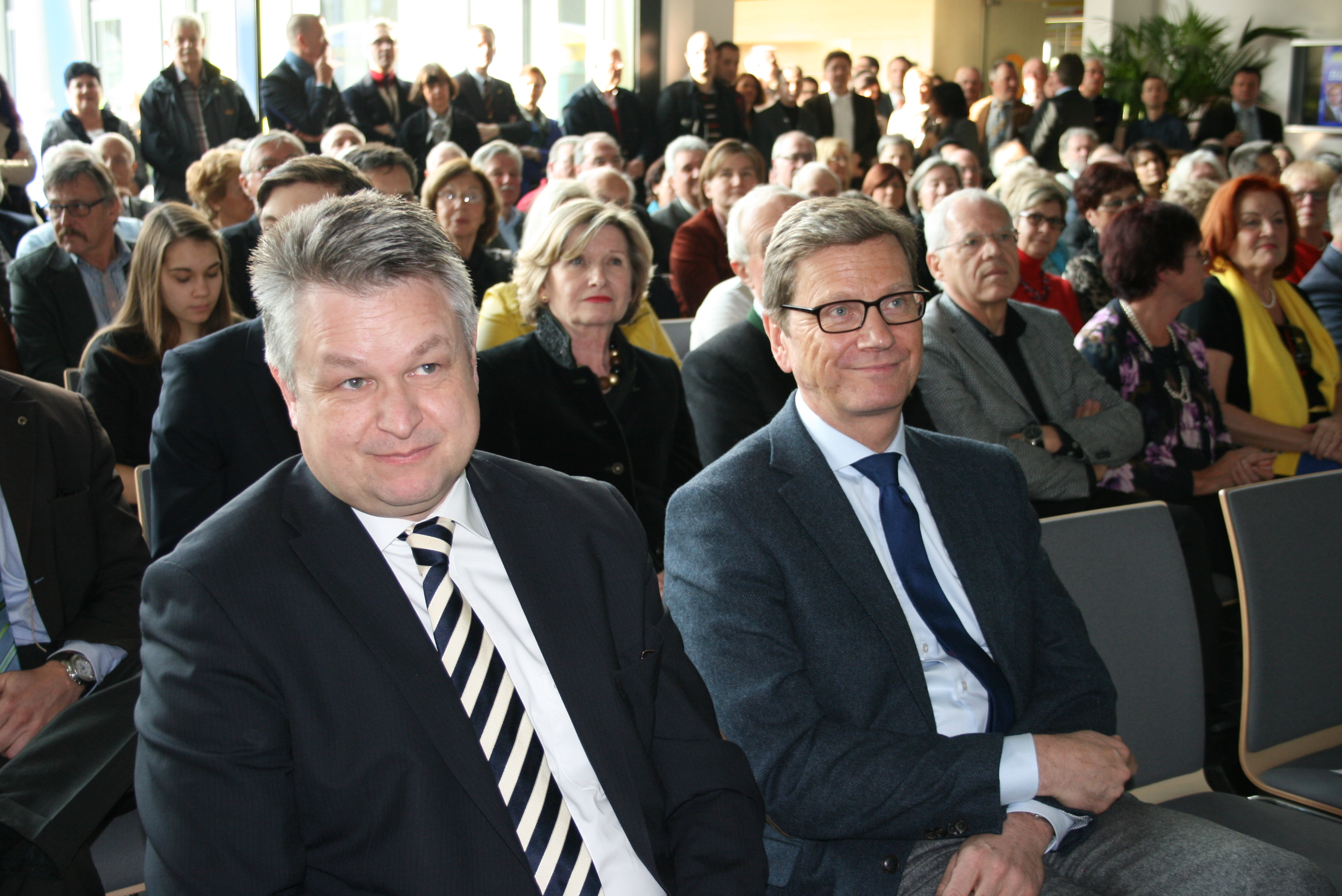
Michael Link (links) mit dem damaligen Bundesaußenminister Guido Westerwelle bei einem Empfang der FDP Heilbronn 2013

Link trat 1986 in die FDP ein. Von 1989 bis 1995 war Link stellvertretender Bundesvorsitzender und Bundesschatzmeister der Jungen Liberalen. Seit 2003 gehörte er dem FDP-Landesvorstand in Baden-Württemberg und war seit 2006 als Landesschatzmeister Mitglied des Präsidiums der FDP Baden-Württemberg, bis er im Januar 2023 nicht mehr für den Landesvorstand kandidierte. Zudem war Link von 2014 bis Ende 2022 Vorsitzender des FDP-Kreisverbands Heilbronn. Seit dem Jahr 2010 gehört er dem Bundesvorstand der FDP an und ist seit Juni 2022 als Bundesschatzmeister im Bundespräsidium der FDP vertreten.
Außerdem war von Anfang 2018 bis Anfang 2020 stellvertretender Vorsitzender der Allianz der Liberalen und Demokraten für Europa in der Parlamentarischen Versammlung des Europarates.

## Bundes- und Außenpolitik
Von 2005 bis 2013 war er Mitglied des Deutschen Bundestages. Bis 2009 war er Sprecher der FDP-Bundestagsfraktion für Haushalt und Finanzen der Europäischen Union. Von 2009 bis 2012 war er ihr europapolitischer Sprecher sowie Vorsitzender des Arbeitskreises „Internationale Politik“ der FDP-Bundestagsfraktion. In dieser Zeit war Link stellvertretender Vorsitzender des Ausschusses für Angelegenheiten der Europäischen Union des Deutschen Bundestages und Mitglied der Parlamentarischen Versammlung der OSZE.
Am 24. Januar 2012 wurde Link als Nachfolger von Werner Hoyer Staatsminister unter Außenminister Guido Westerwelle im Auswärtigen Amt. In dieser Funktion war er auch Beauftragter der Bundesregierung für die deutsch-französische Zusammenarbeit sowie insbesondere zuständig für die Beziehungen Deutschlands zu den Vereinten Nationen, der EU, dem Europarat, der OSZE, der NATO, den USA und Kanada. Darüber hinaus war Link als Leiter der Staatssekretärsrunde für Europafragen ständiger Teilnehmer an den Sitzungen des Bundeskabinetts.

Durch das Scheitern seiner Partei an der Fünf-Prozent-Hürde bei der Bundestagswahl 2013 war er im 18. Bundestag nicht mehr vertreten. Vom 1. Juli 2014 bis 30. Juni 2017 war Link Direktor des OSZE-Büros für Demokratische Institutionen und Menschenrechte (ODIHR) in Warschau und ist seit 2017 Mitglied der Parlamentarischen Versammlung der OSZE. Als Mitglied der Parlamentarischen Versammlung ist Link auch im Bereich Wahlbeobachtungen weiterhin aktiv. So leitet Michael Link u. a. die Wahlbeobachtungsmission für die Präsidentschaftswahlen 2018 in Russland, die Wahlbeobachtungsmission für die Präsidentschaftswahlen 2020 in den USA sowie die Wahlbeobachtungsmission für die Präsidentschafts- und Parlamentswahlen 2023 in der Türkei.

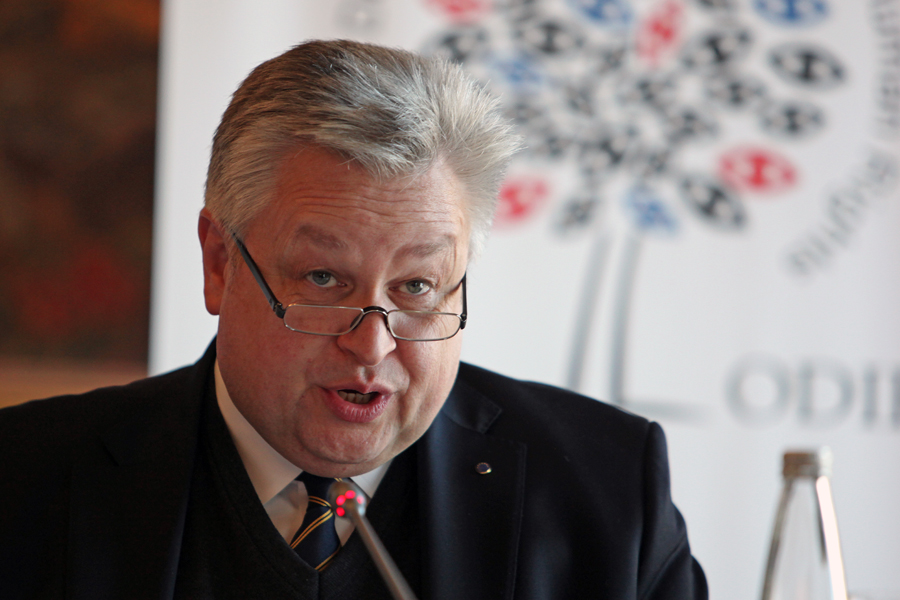
Michael Link als OSZE-Wahlbeobachter bei einer Pressekonferenz in Moskau 2018.

Bei der Bundestagswahl 2017 wurde Link wieder als Kandidat der FDP im Wahlkreis Heilbronn über die Landesliste Baden-Württemberg in den 19. Deutschen Bundestag gewählt. Dort war er als europapolitischer Sprecher der FDP-Bundestagsfraktion Mitglied im Ausschuss für die Angelegenheiten der Europäischen Union und Obmann des Unterausschusses zu Fragen der Europäischen Union. Mit der Ernennung von Alexander Graf Lambsdorff zum deutschen Botschafter in Moskau wurde Link im September 2023 von der FDP-Bundestagsfraktion zum stellvertretenden Fraktionsvorsitzenden der FDP für Außen-, Europa-, Sicherheits-, Menschenrechts- und Entwicklungspolitik gewählt.
Seit 2019 ist Michael Georg Link im Vorstand der Deutsch-Französischen Parlamentarischen Versammlung.
Vom 9. März 2022 bis zum 30. November 2024 war Michael Georg Link Koordinator der Bundesregierung für die transatlantische Zusammenarbeit im Auswärtigen Amt. In dieser Funktion wurde Michael Link auch zum Mitglied der RIAS Berlin Kommission ernannt.

## Mitgliedschaften
Zu seinen zahlreichen Mitgliedschaften und ehrenamtlichen Engagements zählen unter anderem: stellvertretender Vorsitzender des Kuratoriums der Friedrich-Naumann-Stiftung für die Freiheit; Mitglied der Atlantik-Brücke; Vorstandsmitglied des Deutsch-Französisches Instituts; Ko-Vorsitzender des Theodor-Heuss-Freundeskreises Baden-Württemberg e. V. sowie Mitglied des Arbeiter-Samariter-Bunds, der Deutschen Gesellschaft für Auswärtige Politik, der Kulturtafel Heilbronn e. V. und der Venedig-Kommission.
Zudem war Link Mitglied des Verwaltungsrats der Reinhold-Maier-Stiftung, Mitglied der Südosteuropa-Gesellschaft e. V. und Vorstandsmitglied des Walther Rathenau Instituts für Internationale Politik.
Darüber hinaus ist Michael Georg Link Mitglied der überparteilichen Europa-Union Deutschland, die sich für ein föderales Europa und den europäischen Einigungsprozess einsetzt.